# Stembureau

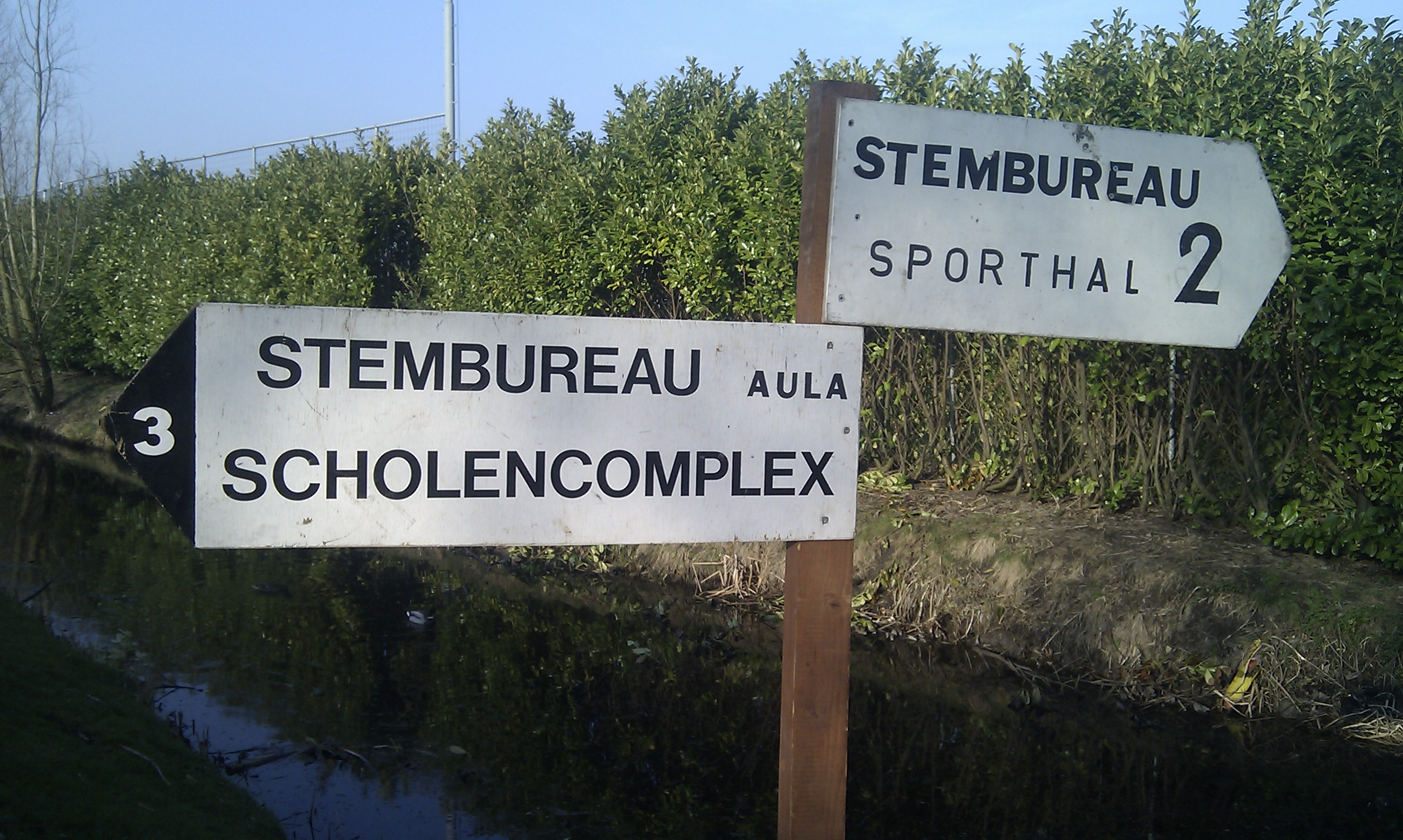
Bewegwijzering naar een stembureau in de sporthal van een scholencomplex.

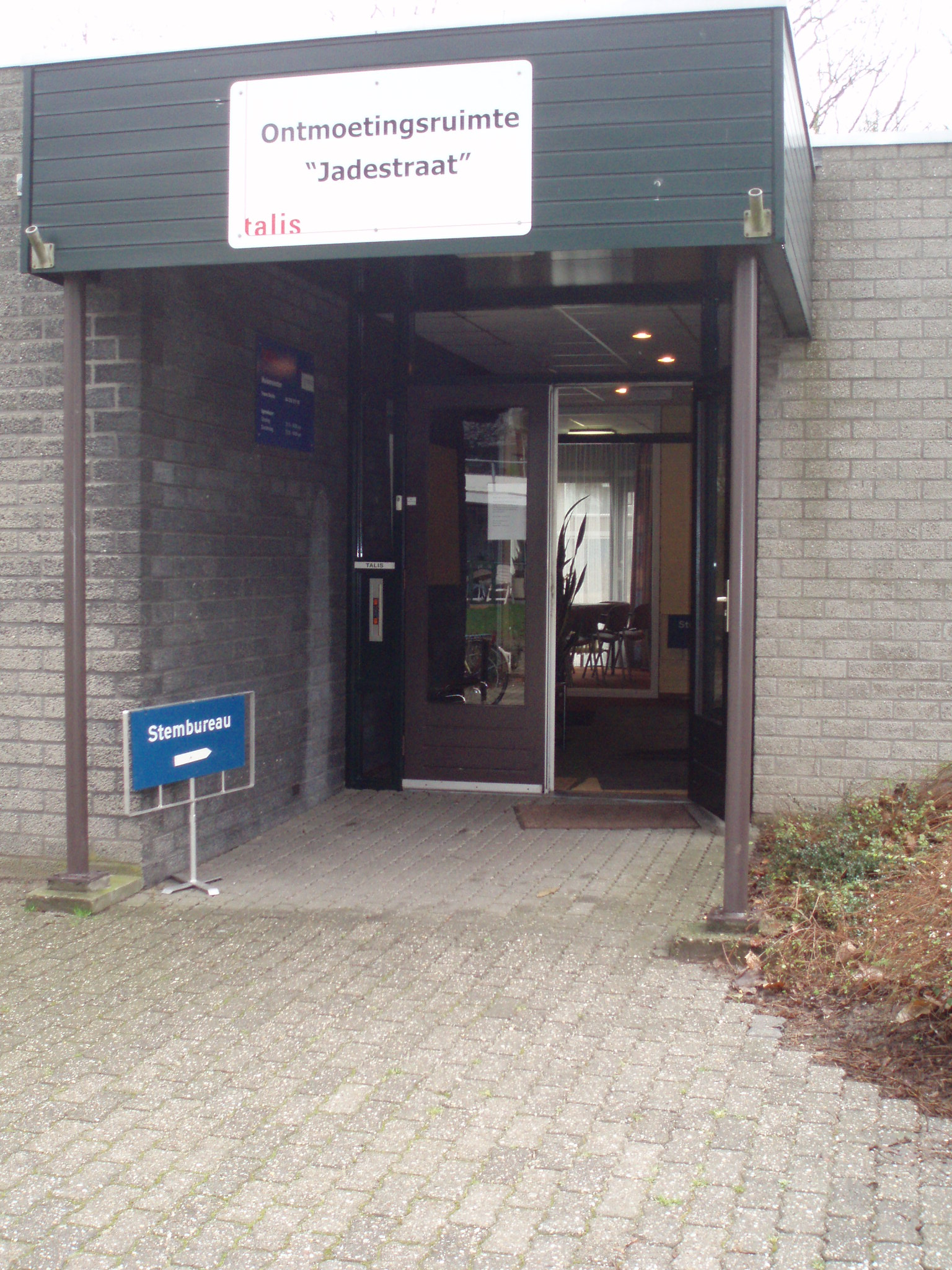
Stemlokaal in een ontmoetingscentrum

Een stembureau is een locatie waar kiezers hun stem kunnen uitbrengen tijdens verkiezingen. Elk stembureau is verbonden aan een specifiek stemdistrict, dat deel uitmaakt van een groter kiesdistrict. Het stembureau zorgt ervoor dat het stemproces ordelijk en eerlijk verloopt, en het personeel is verantwoordelijk voor het controleren van de identiteit van de kiezers, het uitreiken van stembiljetten en het waarborgen van de privacy tijdens het stemmen. Na sluiting van het stembureau worden de stemmen geteld en doorgegeven aan de verkiezingsautoriteiten van het betreffende kiesdistrict.

## Stemdistricten
Een stemdistrict is in Nederland, in de zin van de Kieswet, een deel van een kieskring. Een stemdistrict bestaat in Nederland uit een geografisch gebied met tussen de duizend en tweeduizend kiesgerechtigde inwoners. In dichtbevolkte gebieden, zoals steden, betreft het vaak een paar straten of soms zelfs enkele huizenblokken. In dunbevolkte gebieden kan een hele gemeente uit één enkel stemdistrict bestaan, waarmee het aantal kiesgerechtigde inwoners ook onder de duizend kan komen.
Bij elk stemdistrict hoort ook een stembureau, het stembureau van het district wordt op de oproepkaart aangegeven en de kiezer is in eerste instantie gebonden aan dit stembureau. Mocht de kiezer op een willekeurig stembureau zijn stem willen uitbrengen, dan moet hij daarvoor een kiezerspas aanvragen, daarmee is de kiezer vrij in de keuze van het stembureau en kan zowel binnen zijn stemdistrict, als daarbuiten gaan stemmen. Een ander aspect aan stemdistricten is dat kiezers van hetzelfde district elkaar onderhands (zonder tussenkomst van een ambtenaar) kunnen machtigen.
Bij steeds meer verkiezingen wordt geen gebruik meer gemaakt van oproepkaarten, maar van stempassen. Het effect hiervan is dat de kiezer alleen nog maar gebonden is aan de gemeente waar hij of zij staat ingeschreven, men zou kunnen stellen dat de omvang van het stemdistrict gelijk is aan de omvang van de gemeente (zowel in kiezersaantal, als geografisch). Het begrip stemdistrict verliest met deze ontwikkeling steeds meer aan betekenis. Toch moet in Nederland de uitslag van verkiezingen nog steeds per stemdistrict worden vastgesteld, maar daarvoor is het begrip stembureau meer van belang dan het begrip stemdistrict, aangezien het hier een logistieke kwestie betreft

## In Nederland

### Centraal stembureau
Er is voor de verkiezing van elk vertegenwoordigend orgaan een centraal stembureau:
- Voor de verkiezing van de leden van de Tweede Kamer, de Eerste Kamer en het Europees Parlement treedt de Kiesraad als centraal stembureau op.
- Voor de verkiezing van de leden van Provinciale Staten treedt het hoofdstembureau van de kieskring waarin de gemeente is gelegen waar de vergadering van de staten wordt gehouden, tevens als centraal stembureau op.
- Voor de verkiezing van de leden van het algemeen bestuur van een waterschap treedt het hoofdstembureau tevens als centraal stembureau op.
- Voor de verkiezing van de leden van de gemeenteraad treedt het hoofdstembureau tevens als centraal stembureau op.

### Stemlokaal
Nederland kent ongeveer tienduizend stemdistricten en per stemdistrict is er één stembureau. Een stemlokaal kan meerdere stembureaus bevatten. Deze lokalen zijn vaak gevestigd in openbare gebouwen, die in het beheer of eigendom zijn van de gemeente. Vaak gaat het om scholen. Dit is een van de redenen om stemmingen bij voorkeur op een woensdag te laten plaatsvinden: basisscholieren zijn meestal op woensdagmiddag vrij en dan is er meer ruimte in het gebouw. Aan de buitenzijde wordt met bewegwijzeringsborden duidelijk gemaakt dat het gebouw die dag als stembureau fungeert.
Naast scholen, worden gebouwen van gemeentediensten, welzijnsinstellingen, verzorgingsinstellingen en buurthuizen gebruikt als stemlokaal. Meestal is er ook een stemlokaal in het gemeentehuis. Hoewel particuliere gebouwen minder geschikt worden geacht, wordt er in met name kleinere dorpen nog weleens gebruikgemaakt van cafés, verenigingsgebouwen, sportkantines en zelfs woonhuizen. Kerkelijke instellingen en verenigingen met een andere dan openbare grondslag worden in de regel als ongeschikt beschouwd, aangezien daar de keuze van de kiezer beïnvloed zou kunnen worden. In gemeenten met een meer religieuze inslag worden echter kerkelijke gebouwen vaak juist wel gebruikt. 
Stembureaus worden ook gevestigd op of bij stations, zodat ook mensen die op de verkiezingsdag met de trein moeten reizen kunnen stemmen. Dit kunnen ze dan doen voordat ze in de trein stappen.
Een stemlokaal is een openbaar gebouw en dus in beginsel voor iedereen toegankelijk. Het betekent ook dat er aandacht moet zijn voor de toegankelijkheid voor gehandicapten en dat er een rookverbod geldt. Daarnaast is het in openbare gebouwen niet toegestaan om te venten, te verkopen of de orde te verstoren. In de Kieswet staat nog de aanvullende eis dat er geen beïnvloeding van de kiezers mag plaatsvinden en dat de voorzitter van het stembureau verantwoordelijk is voor de handhaving van de orde.

#### Meerdere stembureaus in een lokaal
In een stemlokaal kunnen meerdere stembureaus zitting hebben. Dit kon leiden tot verwarring bij kiezers, maar door een vrij goede administratie komen kiezers altijd bij het juiste stembureau uit. Wel moet in die gevallen extra gelet worden op het in de juiste stembus doen van het stembiljet. Inmiddels staat de kieswet (afhankelijk van het soort verkiezingen) ook het "stemmen in een willekeurig stembureau" toe. Dit vergemakkelijkt het uitbrengen van de stem en ook het telproces: uitwisseling is niet meer nodig.
Het kwam nog weleens voor dat bij het ene stembureau er een aantal stemmen te veel was en bij het andere stembureau te weinig. Als er kennelijk in deze gevallen stembiljetten in de verkeerde stembus zijn gedeponeerd, dan zullen de voorzitters deze fout kunnen herstellen. De voorzitter met een overschot geeft dan het teveel aan stembiljetten in zijn stembus aan de andere voorzitter. De eerlijkheid en de uitslag van de stemming worden hierdoor niet beïnvloed, maar de aanbeveling is om stemmen van de grootste partij uit te wisselen.

#### Inrichting
Het stembureau heeft stemhokjes waar de kiezer in het geheim zijn stemming kan uitbrengen. Bij een stemming met biljetten zijn er een of meerdere stembussen aanwezig, in ieder geval per verkiezing een.
De gemeente zorgt voor de stembussen en de hokjes. Het meubilair (tafel en stoelen) is in ieder stemlokaal reeds aanwezig. Dat betekent dat in een schoolgebouw de stembureauleden vaak aan een schooltafeltje zitten. Voor het tellen van de stemmen is ruimte nodig en dan zet men meerdere tafels naast elkaar, maar de richtlijn geeft aan dat het tellen desnoods op de vloer kan gebeuren.
Op de tafel waarachter de stembureauleden zitting hebben, liggen in ieder geval een vergrootglas, een turflijst voor het aantal afgegeven stembiljetten, de reeds ingenomen oproepkaarten of stempassen en een afschrift van de Kieswet. Alles moet dusdanig ingericht zijn dat de werkzaamheden van het stembureau te volgen zijn.
Het ideale stemlokaal is neutraal in alle opzichten. Dit heeft als voordeel dat het verkiezingsproces transparant is, maar ook dat de kiezers niet beïnvloed of afgeleid worden.

### Stembureau

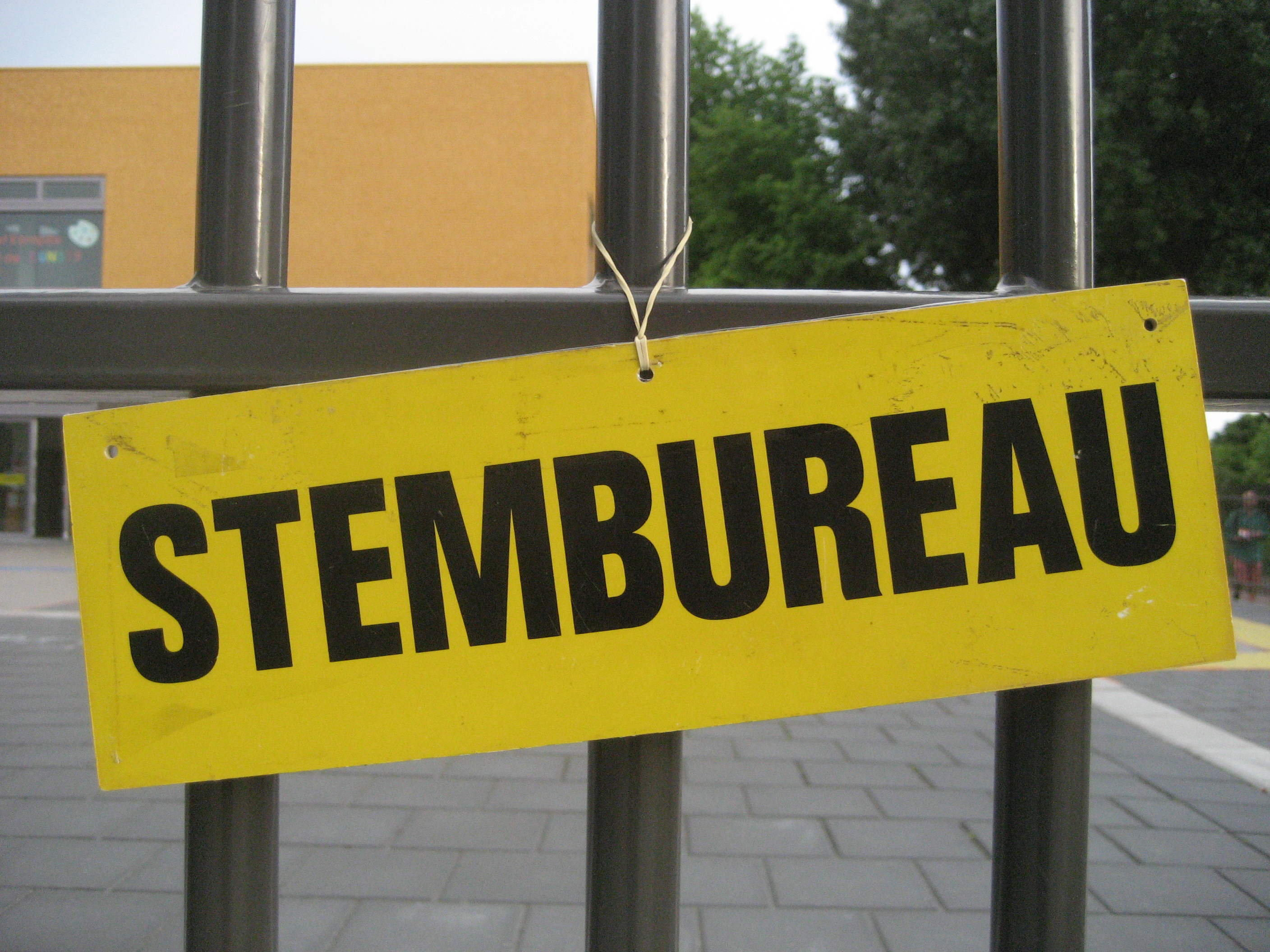
Bordje stembureau
(Voorschoten, 2014)

Per stemdistrict wordt een stembureau ingericht. Een stemdistrict bestaat doorgaans uit 1000 à 2000 kiesgerechtigden en in de praktijk zijn er in Nederland een kleine 10 000 stembureaus. Stemdistricten zijn ingedeeld op geografische basis en kunnen in het geval van een kleine gemeente uit een hele gemeente bestaan; in grotere gemeentes gaat het vaak om een paar straten of een buurt. De gemeente is verantwoordelijk voor de indeling van stemdistricten en de organisatie van stembureaus en zal vaak op basis van praktische gronden hierin beslissen. Kiezers met een stempas mogen anno 2010 in alle stembureaus binnen hun gemeente stemmen. Bij landelijke verkiezingen kunnen kiezers een kiezers pas aanvragen waarmee in heel Nederland gestemd kan worden.

#### Samenstelling
Een stembureau bestaat uit minimaal een voorzitter en twee leden, maar kan naargelang een goed verloop van de stemming dat vereist, uit meer leden bestaan en/of een assistent toegewezen krijgen. Voor de stembureauleden worden in de Kieswet geen eisen gesteld, wat inhoudt dat ook niet-kiesgerechtigden lid mogen zijn van het stembureau. 
Aangezien de benoeming van de leden van een stembureau een taak en verantwoordelijkheid is van de gemeente, zijn veel leden van stembureaus ambtenaren (van vuilnisman tot wethouder) en omdat er veel in scholen wordt gewerkt, ook veel leraren en conciërges. In principe kan iedereen lid van een stembureau worden, behalve de burgemeester en de gemeentesecretaris.
In elk geval moeten voor de ondertekening van het proces-verbaal de leden wel handelingsbekwaam zijn.
Zo bestonden de stembureaus in Amsterdam bij de Gemeenteraadsverkiezingen van 2002 uit een voorzitter, een plaatsvervangend voorzitter, twee leden, een assistent en werden na afloop van de stemmingen (er waren ook Stadsdeelraadverkiezingen) nog twee tellers aan het stembureau toegevoegd. Al deze mensen werden ingezet om de gemiddeld vijftienhonderd stembiljetten zo snel mogelijk tot twee uitslagen te verwerken.
Het wordt niet wenselijk geacht dat kandidaten op de verkiezingslijst tevens stembureaulid zijn omdat het de schijn van verkiezingsfraude opwerpt. Daarnaast zou gezegd kunnen worden dat zij door hun aanwezigheid de kiezer beïnvloeden. Toch is dit ook in een aantal gevallen verkeerd gegaan, zoals tijdens de gemeenteraadsverkiezingen in Landerd in de provincie Noord-Brabant.
In veel gemeenten krijgen de stembureauleden een vergoeding voor hun werkzaamheden. Deze kan variëren van enkele tientallen tot een paar honderd euro. Vaak is er ook sprake van een maaltijdvergoeding en worden andere onkosten ook vergoed. Belangstellenden dienen zich te wenden tot de afdeling Verkiezingen van hun gemeente voor nadere informatie en aanmelding.

#### Werkwijze
Bij aanvang van de zitting van een stembureau wordt het stembureau ingericht. De eisen daaraan zijn dat het stemgeheim is gewaarborgd en dat de verrichtingen van het stembureau voor kiezers zichtbaar zijn. De voorbereidingen bestaan uit het klaarzetten van de stemhokjes, de stembus, de tafel en de stoelen. Om 7.30 uur gaat het stemlokaal open en het blijft open tot het stembureau zijn zitting beëindigt, dat is om 21.00 uur.
Een kiezer levert zijn oproepkaart in bij de voorzitter en deze controleert allereerst of de kiezer wel bij het juiste kiesdistrict hoort. Als dat het geval is, leest hij (of zij) het volgnummer voor, dat door het eerste lid wordt opgezocht in het kiesregister. Deze leest vervolgens de naam op die correspondeert met het volgnummer en pas als de voorzitter heeft geconstateerd dat dit de juiste naam is, reikt hij een stembiljet of volgnummer uit. Het eerste lid zet een paraaf in het kiesregister achter de naam van de kiezer.
Vanouds had de voorzitter het recht om te verlangen dat de kiezer zich identificeerde op een manier die voor de voorzitter acceptabel was.
Hierbij moet worden bedacht dat veel burgers geen enkel legitimatiebewijs hadden.
Tegenwoordig heeft iedereen de verplichting een geldig legitimatiebewijs te dragen en sindsdien maken de stembureaus daarvan gebruik door van alle kiezers te eisen dat ze een geldig paspoort, rijbewijs of identificatiekaart tonen. Bij een volmacht dient naast het volmachtbewijs een kopie van het legitimatiebewijs van de gevolmachtigde te worden getoond. Ook als de kiezer een bekende is van de voorzitter van het stembureau, moet hij zich legitimeren. In 2010 werd die regel versoepeld: ook een minder dan 5 jaar verlopen legitimatiebewijs is geldig.
Als de kiezer een of twee in volmachtbewijs omgezette oproepkaarten overlegt, worden de namen op dezelfde manier in het kiesregister gecontroleerd. In het kiesregister wordt dan een aantekening "volmacht" geplaatst achter de naam van de volmachtgever. Een kiezer die zijn oproepkaart niet bij zich heeft kan op het stembureau om een duplicaat-oproepkaart vragen. Na controle in het kiesregister wordt deze ter plekke door het stembureau uitgegeven. Als er echter in het kiesregister een aantekening staat van "volmacht" of "pas" (kiezerspas) dan wordt het duplicaat geweigerd.
In een gemeente waar met stempassen wordt gewerkt, wordt een naam opgezocht in het Register Ingetrokken Stempassen (RIS). In dit register staan de namen van kiezers van wie de stempas is ingetrokken. Als de stempas in het register voorkomt wordt de stempas ingenomen en duidelijk onbruikbaar gemaakt. De kiezer mag op deze pas niet meer meedoen aan de stemming.
Kiezerspassen en 'groene volmachtbewijzen' worden alleen op echtheid gecontroleerd.
Het tweede lid van het stembureau is belast met de controle op het in de stembus doen van de stembiljetten. Mocht een kiezer zich vergist hebben bij het invullen van een stembiljet, dan neemt het tweede lid het stembiljet in, maakt het onbruikbaar en verstrekt eenmaal een nieuwe.
Mochten er onregelmatigheden voorkomen, of mocht de orde dusdanig verstoord worden dat de stemming niet ordelijk kan verlopen, dan kan de stemming geschorst worden. In een dergelijk geval sluit de voorzitter de stembus en licht de burgemeester in. Daarvan wordt aantekening gemaakt in het proces-verbaal.

#### Uitslag
Om 21.00 uur sluit de stemming. De in het stemlokaal aanwezige kiezers en zij die nog voor de deur van het stemlokaal staan (dat laatste moet ruim genomen worden) mogen nog aan de stemming deelnemen. Het kan dus zijn dat een stemming tot kwart over negen duurt, maar dat komt niet vaak voor. Overigens is het stembureau nog niet gesloten, omdat de vaststelling van de uitslag openbaar is. Aanwezige kiezers mogen alleen kijken naar het vaststellen van de uitslag en tegen de bekendgemaakte getallen bezwaar aantekenen. Zij mogen niet meetellen.

##### Stemming met stembiljetten
Nadat de laatste kiezer heeft gestemd, worden als eerste de ongebruikte stembiljetten in een te verzegelen zak gedaan. Zo wordt voorkomen dat zij gemengd raken met de biljetten uit de stembus. Daarna worden de ingenomen oproepkaarten of stempassen, volmachtbewijzen en kiezerspassen geteld en ook in te verzegelen zakken gedaan. De genoemde aantallen worden bekendgemaakt en eventuele bezwaren genoteerd.
Dan wordt de stembus geopend en worden als eerste de stembiljetten op partij gesorteerd. Als het om een referendum gaat, worden de stembiljetten gesorteerd op keuze (ja of nee). De aantallen daarvan worden als voorlopige uitslag meegedeeld aan de burgemeester.
Daarnaast worden de ongeldige stemmen op een aparte stapel gelegd, dit zijn de stembiljetten waarop de kiezer herkenbaar is, waarop niet duidelijk voor één kandidaat is gekozen (blanco stemmen vormen een eigen categorie) of stembiljetten die niet aan het voorgeschreven model voldoen (valse stembiljetten en andere papiertjes die in de stembus zijn gegooid).
Nadat de voorlopige uitslag is vastgesteld worden de stemmen per kandidaat vastgesteld. Per kandidaat wordt in het proces-verbaal vermeld hoeveel stemmen er zijn uitgebracht. Vaak verschilt de som van deze stemmen van de voorlopige uitslag, omdat de laatste telling veel secuurder is. Nadat de definitieve uitslag is vastgesteld en het proces-verbaal is opgemaakt en getekend, worden de stembiljetten in verzegelde zakken overgebracht naar de burgemeester. Pas dan is de zitting van het stembureau opgeheven.

##### Stemmen met een stemcomputer
Het gebruik van stemcomputers is in Nederland in 2007 gestopt. De procedure bij het stemmen met de stemcomputer ging als volgt: nadat de laatste kiezer zijn stem heeft uitgebracht wordt de computer afgesloten. Als de gegevens van de computer op een gegevensdrager zijn opgeslagen, drukt de computer de uitslag af op papier. De totalen van deze uitslag worden in het proces-verbaal overgenomen en de print wordt als bijlage aan het proces-verbaal toegevoegd.
Bij sommige modellen stemcomputers wordt de uitslag door middel van een draadloze verbinding (GPRS) doorgezonden naar het stadhuis. Anders moet de uitslag doorgebeld worden. Nadat de geheugendrager ook bij het proces-verbaal is gevoegd en de volgnummers, oproepkaarten e.d. zijn ingepakt, sluit ook hier het stemlokaal en wordt alles overgebracht naar de burgemeester.
Hoewel de stemcomputer in 2006 in opspraak is geraakt (zie het artikel over de stemcomputer), scheelt het aanzienlijk in tijd voor de stembureauleden. Zo kwam de uitslag van Amsterdam bij de verkiezingen in 2002 pas rond middernacht binnen bij de NOS en was die uitslag er bij dezelfde verkiezingen in 2006 al rond tien uur. Nog een verschil was dat Amsterdam in 2002 de uitslag gaf na 85% getelde stemmen en in 2006 met 100%.

### Trivia
Bij de Tweede Kamerverkiezingen van 2006 was het voor het eerst mogelijk om in Nederland langs de snelweg te stemmen bij verzorgingsplaats Ruwiel. De gemeente Breukelen had hier een stembureau geopend, waar voormalig minister voor Bestuurlijke Vernieuwing Alexander Pechtold als een van de eersten zijn stem heeft uitgebracht. De voorzitter van de lokale afdeling van D66, Han Kuulkers, beet het spits af.

## In België
In België wordt de voorzitter door de overheid aangewezen. Deze persoon is een magistraat, advocaat of ambtenaar. Elk stembureau heeft ook een secretaris. Daarnaast heeft het stembureau 4 bijzitters. Voorzitter, bijzitter of secretaris zijn is een burgerplicht. De bijzitters ontvangen anno 2024 25 of 37,5 euro voor hun taak, maar krijgen een minnelijke schikking van 250 euro of riskeren een boete van 400 tot 1600 euro als zij niet komen opdagen.
In sommige Vlaamse en Waalse gemeenten wordt nog op papier gestemd. Alleen in het Brussels Hoofdstedelijk Gewest wordt volledig gestemd met stemcomputers.

## In Suriname
In Suriname ligt het toezicht in handen van het Onafhankelijk Kiesbureau (OKB) en heeft het Centraal Hoofdstembureau (CHB) de coördinatie van alle hoofdstembureaus tot taak. De OKB houdt tijdens en direct na de verkiezingen toezicht en onderzoekt problemen. De CHS zorgt na de verkiezingen voor de bekendmaking van de uitslag door een proces-verbaal te sturen naar het OKB en de president van Suriname. Na ontvangst controleert de OKB de verkiezingsuitslag. Indien nodig maakt het OKB de uiteindelijke uitslag bekend.